# Ровенська обласна рада депутатів трудящих V скликання
Ровенська обласна рада депутатів трудящих п'ятого скликання — представницький орган Ровенської області 1955-1957 років.
Нижче наведено список депутатів Ровенської обласної ради 5-го скликання, обраних 27 лютого 1955 року. Всього до обласної ради 5-го скликання було обрано 70 депутатів. 
| Прізвище, ім'я, по-батькові         | Виборчий округ            | Посада | Примітки |
| ----------------------------------- | ------------------------- | --- | -------- |
| Абрамчук Федосія Василівна          | Рокитнянський № 20        | ланкова колгоспу «33 роковини Жовтня» села Рокитно Рокитнянського району                                      |          |
| Адоньєв Аврам Никифорович           | Могилянівський № 64       | 1-й секретар Острозького райкому КПУ                                                                          |          |
| Аркуша Павло Дем'янович             | Богданівський № 14        | заступник голови Ровенського облвиконкому                                                                     |          |
| Арнаутенко Петро Єгорович           | Шпанівський № 26          | начальник Управління КДБ при РМ УРСР по Ровенській області                                                    |          |
| Бакланов Гліб Володимирович         | Тучинський № 67           | командувач 13-ї армії Прикарпатського військового округу, генерал-майор                                       |          |
| Бобровник Галина Іванівна           | Костопільський № 42       | зоотехнік колгоспу імені Ватутіна Костопільського району                                                      |          |
| Бондаренко Олександр Петрович       | Млинівський № 58          | в.о. секретаря Ровенського облвиконкому, секретар Ровенського облвиконкому                                    |          |
| Будько Ганна Арсенівна              | Малодорогостаївський № 59 | ланкова колгоспу імені Шевченка села Малі Дорогостаї Млинівського району                                      |          |
| Васильчук Анастасія Адамівна        | Корнинський № 24          | ланкова колгоспу імені Кагановича Ровенського району                                                          |          |
| Велігоцький Василь Григорович       | Більсько-Вольський № 37   | уповноважений Міністерства заготівель СРСР по Ровенській області                                              |          |
| Волошенко Сава Васильович           | Будеразький № 33          | завідувач Ровенського обласного управління житлово-комунального господарства                                  |          |
| Воронецька Ганна Петрівна           | Бистрицький № 16          | старший ветеринарний лікар Бистрицької МТС Соснівського району                                                |          |
| Гажала Яків Пантелеймонович         | Корецький № 13            | голова Корецького райвиконкому                                                                                |          |
| Гапончук Григорій Улянович          | Березнівський № 21        | начальник Ровенського обласного управління культури                                                           |          |
| Герба Марія Мартинівна              | Довгошиївський № 47       | ланкова колгоспу імені Дзержинського Острожецького району                                                     |          |
| Глуховська Олександра Олександрівна | Бугринський № 28          | начальник планового відділу Бабино-Томахівського цукрового заводу Гощанського району                          |          |
| Годун Антон Антонович               | Шубківський № 68          | голова колгоспу імені Ворошилова Тучинського району                                                           |          |
| Гудименко Лідія Макарівна           | Козинський № 56           | директор Добриводської семирічної школи Козинського району                                                    |          |
| Гусєв Володимир Олександрович       | Ровенський міський № 1    | командир 10-ї гвардійської механізованої дивізії 13-ї армії Прикарпатського військового округу, генерал-майор |          |
| Данилевич Олександр Степанович      | Володимирецький № 54      | 1-й секретар Володимирецького райкому КПУ                                                                     |          |
| Данильченко Степан Михайлович       | Семидубівський № 44       | завідувач Ровенського обласного відділу соціального забезпечення                                              |          |
| Денисенко Олексій Іванович          | Дубнівський № 8           | 1-й секретар Ровенського обкому КПУ                                                                           |          |
| Дехтяренко Яків Єфремович           | Березнівський № 48        | заступник начальника Ровенського обласного управління сільського господарства                                 |          |
| Додь Феодосій Леонтійович           | Пустоіванівський № 23     | голова Ровенського облвиконкому                                                                               |          |
| Єфимчук-Дячук Уляна Василівна       | Вербський № 43            | заступник голови Ровенського облвиконкому                                                                     |          |
| Журавель Іван Володимирович         | Деражнянський № 40        | 2-й секретар Ровенського обкому КПУ                                                                           |          |
| Захарченко Іван Петрович            | Ровенський міський № 3    | 1-й секретар Ровенського міськкому КПУ                                                                        |          |
| Казаков Анатолій Павлович           | Острозький № 63           | секретар Ровенського обкому КПУ                                                                               |          |
| Карбан Іван Іванович                | Гощанський № 27           | голова Гощанського райвиконкому                                                                               |          |
| Карпунчев Аркадій Павлович          | Бережницький № 51         | начальник Ровенського обласного управління МВС                                                                |          |
| Каушнян Володимир Оксентійович      | Кутянківський № 65        | тракторист Оженинської МТС Острозького району                                                                 |          |
| Комолов Ілля Іванович               | Здовбицький № 62          | прокурор Ровенської області                                                                                   |          |
| Костюк Єлизавета Микитівна          | Червоноармійський № 22    | доярка колгоспу імені Радянської Армії Червоноармійського району                                              |          |
| Кульковець Ганна Порфирівна         | Рафалівський № 36         | вчителька Полонської семирічної школи Рафалівського району                                                    |          |
| Литовченко Микола Йосипович         | Яблунівський № 49         | директор Березнівської МТС                                                                                    |          |
| Магарко Володимир Іванович          | Дядьковицький № 25        | завідувач Ровенського обласного відділу охорони здоров’я                                                      |          |
| Малка Віра Іванівна                 | Степанський № 9           | агроном Степанської МТС у колгоспі імені Леніна Степанського району                                           |          |
| Марчук Антон Павлович               | Кухченський № 35          | бригадир рільничої бригади колгоспу імені Хрущова Зарічнянського району                                       |          |
| Негода Володимир Степанович         | Іванівський № 53          | бригадир рільничої бригади колгоспу імені Свердлова Межиріцького району                                       |          |
| Новиков Андрій Володимирович        | Костопільський № 41       | політпрацівник, член Військової ради армії, генерал-майор                                                     |          |
| Олійник Микола Федорович            | Здолбунівський № 61       | старший машиніст паровозного депо станції Здолбунів                                                           |          |
| Пахомов Іван Сергійович             | Боремельський № 70        | Ровенський обласний військовий комісар                                                                        |          |
| Пацеля Іраїда Микитівна             | Мирогощанський № 7        | лікар Дубнівської районної лікарні                                                                            |          |
| Піддубний Микола Петрович           | Олександрійський № 38     | 1-й секретар Олександрійського райкому КПУ                                                                    |          |
| Підунова Варвара Іванівна           | Повчанський № 45          | голова колгоспу імені Свердлова Вербського району                                                             |          |
| Плясун Григорій Леонтійович         | Вичівський № 12           | голова Ровенської обласної ради професійних спілок                                                            |          |
| Погонська Марія Павлівна            | Мізоцький № 32            | ланкова колгоспу імені 1-го Травня Мізоцького району                                                          |          |
| Подобрій Ніна Василівна             | Демидівський № 69         | агроном Демидівської МТС Демидівського району                                                                 |          |
| Поліщук Марія Полікарпівна          | Коростівський № 66        | доярка колгоспу імені Сталіна Острозького району                                                              |          |
| Пономаренко Василь Микитович        | Зарічнянський № 34        | заступник голови Ровенського облвиконкому                                                                     |          |
| Риков Олександр Іванович            | Дубнівський № 5           | голова Ровенської обласної планової комісії                                                                   |          |
| Романенко Василь Кирилович          | Ровенський міський № 4    | голова Ровенського міськвиконкому                                                                             |          |
| Руденко Володимир Семенович         | Клесівський № 39          | голова Клесівського райвиконкому                                                                              |          |
| Руденко Єфросинія Василівна         | Острожецький № 46         | голова Ровенської обласної спілки споживчих товариств                                                         |          |
| Скибан Ганна Тихонівна              | Стрільський № 18          | ланкова колгоспу імені Кірова Сарненського району                                                             |          |
| Солейко Павло Тимофійович           | Білівський № 30           | секретар Ровенського обкому КПУ                                                                               |          |
| Старчевський Євген В'ячеславович    | Сарненський № 17          | начальник Ровенського відділку Львівської залізниці                                                           |          |
| Степанюк Іван Іванович              | Соснівський № 15          | завідувач Ровенського обласного фінансового відділу                                                           |          |
| Тимофєєв Віктор Георгійович         | Великовербчинський № 10   | завідувач загального відділу Ровенського облвиконкому                                                         |          |
| Тимошенко Михайло Георгійович       | Варковицький № 6          | голова Дубнівського райвиконкому                                                                              |          |
| Тишковець Василь Якович             | Висоцький № 11            | бригадир рільничої бригади колгоспу імені Кірова Висоцького району                                            |          |
| Фадекова Олександра Федорівна       | Дубровицький № 50         | вчителька Дубровицької середньої школи                                                                        |          |
| Фольварочний Петро Онуфрійович      | Сіннянський № 29          | 1-й секретар Ровенського обкому ЛКСМУ                                                                         |          |
| Халамендик Володимир Миколайович    | Межиріцький № 52          | начальник Ровенського обласного управління сільського господарства                                            |          |
| Холявчук Василь Миколайович         | Немовицький № 19          | 1-й секретар Сарненського райкому КПУ                                                                         |          |
| Хоменко Григорій Семенович          | Теслугівський № 57        | завідувач Ровенського обласного відділу народної освіти                                                       |          |
| Шевченко Ніна Яківна                | Ровенський міський № 2    | головний лікар Ровенського міського туберкульозного диспансеру                                                |          |
| Шитов Олексій Нілович               | Антонівський № 55         | голова Володимирецького райвиконкому                                                                          |          |
| Щибрик Павло Давидович              | Здолбунівський № 60       | секретар Ровенського обкому КПУ                                                                               |          |
| Якименко Ольга Олександрівна        | Клеванський № 31          | агроном колгоспу імені Ватутіна Клеванського району                                                           |          |

15 березня  1955 року відбулася 1-а сесія Ровенської обласної ради депутатів трудящих 5-го скликання. Головою облвиконкому обраний Додь Феодосій Леонтійович, 1-м заступником голови —   Аркуша Павло Дем'янович,  заступниками голови —  Пономаренко Василь Микитович та Єфимчук-Дячук Уляна Василівна. Секретарем облвиконкому обраний Бондаренко Олександр Петрович.
Обрано Ровенський облвиконком у складі 11 депутатів: Додь Феодосій Леонтійович — голова облвиконкому; Аркуша Павло Дем'янович — 1-й заступник голови облвиконкому; Пономаренко Василь Микитович — заступник голови облвиконкому; Єфимчук-Дячук Уляна Василівна — заступник голови облвиконкому; Бондаренко Олександр Петрович — секретар облвиконкому; Денисенко Олексій Іванович — 1-й секретар Ровенського обкому КПУ; Халамендик Володимир Миколайович — начальник Ровенського обласного управління сільського господарства; Риков Олександр Іванович — голова Ровенської обласної планової комісії; Степанюк Іван Іванович — завідувач Ровенського обласного фінансового відділу; Хоменко Григорій Семенович — завідувач обласного відділу народної освіти; Романенко Василь Кирилович — голова Ровенського міськвиконкому.
Обрані начальники управлінь та завідувачі відділів облвиконкому: Риков Олександр Іванович — голова обласної планової комісії; Халамендик Володимир Миколайович — начальник обласного управління сільського господарства;  Волошенко Сава Васильович — начальник обласного управління житлово-комунального господарства; Гапончук Григорій Улянович — начальник обласного управління культури; Денисенко Тихон Іванович — начальник обласного управління місцевої та паливної промисловості; Осінський М.С. — начальник обласного управління промисловості будівельних матеріалів; Мошко Г.Д. — начальник обласного управління промисловості продовольчих товарів; Коліков Олексій Леонтійович — начальник обласного управління по будівництву в колгоспах;  Радченко А.Я. — начальник обласного управління водного господарства; Грищенко Й.К. — начальник обласного управління з охорони військових і державних таємниць; Степанюк Іван Іванович — завідувач обласного фінансового відділу;  Хоменко Григорій Семенович — завідувач обласного відділу народної освіти; Магарко Володимир Іванович — завідувач обласного відділу охорони здоров'я; Данильченко Степан Михайлович — завідувач обласного відділу соціального забезпечення; Долгорукий М.Ф. — завідувач обласного відділу торгівлі; Тимофєєв Віктор Георгійович — завідувач загального відділу облвиконкому; Григор'єв М.Г. — завідувач обласного відділу в справах архітектури;  Огородник П.І. — завідувач організаційно-інструкторського відділу облвиконкому;  Нирко І.В. — завідувач обласного відділу організованого набору робітників; Ковальов О.Т. — завідувач обласного відділу переселення; Романовський Г.О. —голова обласного комітету в справах фізкультури і спорту.
16 грудня 1955 року відбулася сесія Ровенської обласної ради депутатів трудящих. Головою облвиконкому обраний Данилевич Олександр Степанович, 1-м заступником голови облвиконкому — Журавель Іван Володимирович. Затверджені: Аркуша Павло Дем'янович — начальник обласного управління сільського господарства; Руденко Єфросинія Василівна — начальник обласного управління торгівлі; Соболєв А.А. — начальник обласного управління автотранспорту і шосейних шляхів.